# Xiaomi.eu
Xiaomi.eu lub MiUi Polska – oprogramowanie będące modyfikacją systemu operacyjnego MIUI, tworzone na podstawie chińskiej wersji deweloperskiej systemu (tzw. china dev). System Xiaomi.eu jest w języku polskim (i 26 innych językach). O ile Xiaomi sprzedaje swoje urządzenia także z MIUI w tzw. wersji Global z językiem polskim, to jednak wersje te nie są dostępne na wszystkie urządzenia.
Oprogramowanie Xiaomi.eu jest wydawane tylko dla urządzeń Xiaomi. Od wersji 7.8.10 dostępne są aktualizacje z poziomu urządzenia, nazywane OTA. Oprogramowanie Xiaomi.eu nie wspiera jednak aktualizacji w postaci małych łatek przyrostowych, a wymaga pobierania każdorazowo całego systemu operacyjnego. W przypadku niektórych urządzeń konieczne jest aktualizowanie urządzeń z poziomu trybu Fastboot ze względu na brak odpowiednio przystosowanej partycji recovery.
System operacyjny Xiaomi.eu został zaaprobowany przez europejskiego dystrybutora – ABC Data i pomimo konieczności odblokowania bootloadera nie łamie postanowień gwarancji. Wyjątek stanowi instalacja oprogramowania pozwalającego na dostęp do uprawnień administratora – skutkuje ona utratą gwarancji.

## Różnice w stosunku do Global
Język polski to nie jedyna różnica w romach MIUIPolska/Xiaomi.eu w stosunku do Global. System ma mnóstwo dodatków i poprawek, dlatego wymienione zostaną tu tylko najważniejsze. Oprogramowanie MIUIPolska, podobnie jak oficjalna wersja Global, zawiera aplikację Google Play.
Dodatki w MIUIPolska (niedostępne bądź dostępne jedynie częściowo w Global):
- bardzo dokładne i szczegółowe tłumaczenie
- certyfikacja Google Play (SafetyNet zielony)
- aplikacje Dialer i SMS od Xiaomi zamiast od Google (na nowych urządzeniach) z nagrywaniem rozmów
- odblokowane dodatkowe funkcje Aparatu i Galerii dla różnych urządzeń
- możliwość ustawienia zmiennej grubości czcionki
- możliwość ukrycia ikon poszczególnych aplikacji (bez konieczności korzystania z Blokady aplikacji)
- możliwość wyboru ekranu wywołanego po pociągnięciu w lewo z poziomu ekranu głównego (Asystent MIUI czy Google Discover)
- możliwość zamiany stron gestów rozsunięcia belki oraz centrum powiadomień
- pogoda na rozwijanym pasku powiadomień (pod paskiem statusu) z przewijanym tekstem prognozy
- możliwość wyłączenia dźwięku podłączenia ładowania
- dodatkowe skróty na lewym ekranie blokady
- włączony region PL dla całego romu prócz Motywów
- opcja „Czas przed ekranem” w stylu MIUI (zamiast aplikacji Cyfrowa równowaga od Google)
- możliwość importowania motywów płatnych ze zhuti.xiaomi.com
- wschód/zachód słońca w pogodzie
- rozszerzona siatka przełączników 5×3
- dodatkowe rozmiary siatki pulpitu
- kolorowe ikony menu (Ustawienia → Dodatkowe ustawienia)
- dodane 26 języków w tym fiński (suomi) i holenderski (dutch)
- zoptymalizowane użycie RAM

## Instalacja
W nowych telefonach Xiaomi wyprodukowanych w drugiej połowie 2015 roku i później zastosowano prócz zabezpieczonego recovery także zablokowany program rozruchowy. Niemożliwa jest zatem jakakolwiek instalacja romu czy recovery poza instalacją OTA przez Wi-Fi z oryginalnym systemem MIUI.
Aby zainstalować polski rom Xiaomi.eu, należy wpierw odblokować program rozruchowy, a następnie zainstalować odbezpieczone recovery, np. TWRP.

## Od autorów
MIUI Polska powstało przy współpracy trzech osób. Nie jesteśmy firmą, nie mamy działalności – tworzymy polskie wsparcie dla MIUI z czystego zamiłowania dla tego systemu. Niedawno otworzyliśmy nasze własne forum, które z założenia kierowane jest dla osób korzystających zarówno z MIUI, jak i produktów Xiaomi w Polsce.